# Christian Peña
Christian Peña (Ciudad de México; 1985) es un poeta mexicano que ha obtenido diversos premios de poesía con sus obras, destacando el Premio Nacional de Poesía Aguascalientes en su edición del año 2014, el cual se considera como uno de los más importantes en su género.También ha sido reconocido con el Premio Iberoamericano Bellas Artes de Poesía Carlos Pellicer para obra publicada y el Premio Xavier Villaurrutia de Escritores para Escritores, entre otros. Es miembro del Sistema Nacional de Creadores.

## Obras
- La mancha (Como un proyecto destinado al fracaso) (Premio Nacional de Poesía Rodulfo Figueroa).
- Padres huérfanos (Premio Bellas Artes de Minificción Edmundo Valadés).
- Quirón, (Premio Internacional de Poesía Jaime Sabines y Premio Xavier Villaurrutia de Escritores para Escritores).
- Short stories, (Premio Nacional de Poesía Juan Eulogio Guerra Aguiluz).
- ¿O es sólo el pasado? (Premio Nacional de Poesía Ignacio Manuel Altamirano).
- Expediente X.V. (Premio Nacional de Poesía Gilberto Owen y Premio Bellas Artes de Poesía Carlos Pellicer para obra publicada).
- Me llamo Hokusai (Premio Bellas Artes de Poesía Aguascalientes) 2014.[1]
- Veladora (Premio Nacional de Poesía Efraín Huerta/Tampico, Tamaulipas).
- El amor loco & The advertising (Premio Nacional de Poesía Enriqueta Ochoa).
- Libro de pesadillas (Premio Nacional de Poesía Clemencia Isaura).
- Heracles: 12 trabajos (Premio Nacional de Poesía Ramón López Velarde).[2]
- Janto (Premio Nacional de Poesía Joven Francisco Cervantes Vidal).
- El síndrome de Tourette (Premio Nacional de Poesía Amado Nervo).
- De todos lados las voces (Premio Nacional de Poetas Jóvenes).
- Lengua paterna.

## Premios
- Premio Xavier Villaurrutia de Escritores para Escritores 2023.
- Premio Nacional de Poesía Rodulfo Figueroa 2023.
- Premio Bellas Artes de Minificción Edmundo Valadés 2022.
- Premio Internacional de Poesía Jaime Sabines 2022.
- Premio Iberoamericano Bellas Artes de Poesía Carlos Pellicer para Obra Publicada 2019.
- Premio Nacional de Literatura (Poesía) Juan Eulogio Guerra Aguiluz 2018.
- Premio Nacional de Poesía Ignacio Manuel Altamirano 2017.
- Premio Nacional de Literatura Gilberto Owen (Poesía) 2015.
- Premio Bellas Artes de Poesía Aguascalientes 2014.
- Premio Nacional de Poesía Efraín Huerta/Tampico, Tamaulipas 2013.
- Premio Nacional de Poesía Enriqueta Ochoa 2012.
- Premio Nacional de Poesía Ramón López Velarde 2011.
- Premio Nacional de Poesía Clemencia Isaura 2011.
- Premio Nacional de Poesía Joven Francisco Cervantes Vidal 2010.
- Premio Nacional de Poesía Amado Nervo 2009.
- Premio Nacional de Poetas Jóvenes Jaime Reyes 2008.
- Becario de la Fundación para las Letras Mexicanas 2005-2007.
- Becario del Fondo Nacional para la Cultura y las Artes.
- Miembro del Sistema Nacional de Creadores.

| Predecesor: Jorge Humberto Chávez | Premio Nacional de Poesía Aguascalientes 2014 | Sucesor: Minerva Margarita Villarreal |